# Ahmadiyya

"Liwa-e-ahmadiyya", steagul comunității musulmane Ahmadiia. "Liwa-e-ahmadiyya" a fost ridicat, pentru prima dată, la 28 decembrie 1939 d.C., la Adunarea anuală din orașul Qadian. La centru-stânga e Minaretul alb și pe laturi, la aceeași înălțime, sunt, pe partea stângă, luna plină și, pe dreapta, semiluna cu o stea cu șase colțuri. Peste luna plină e scrisă o parte a versetului coranic 124 din Sura/ capitolul "Aal Imran" («Și Allah (deja) v-a ajutat la Badr, măcar că voi erați umili.»).

Comunitatea religioasă Aḥmadiyya (denumirea oficială uzitată de membrii acesteia fiind al-Jamāʿah al-Islāmīyah al-Aḥmadīyah sau Comunitatea Islamică Aḥmadiyya) reprezintă o mișcare religioasă de sorginte islamică, apărută pe Subcontinentul Indian la finele secolului al XIX-lea d.C. "Aḥmadiyya" este o transliterare a unui cuvânt din limba Urdu , "احمدیہ ", care provine, la rândul său, din arăbescul "أَحْمَدِيَّة" – ’Aḥmadiyya – derivat de la Aḥmad, nume acordat profetului Muḥammad, cu semnificație aparte pentru mișcarea Aḥmadiyya. După cum se și auto-intitulează pe website-ul oficial, Aḥmadiyya constituie singura comunitate islamică ce susține că Mesia a sosit deja, întruchipându-se în persoana fondatorului său, Mirzā Ġulām Aḥmad (1835-1908).  În afară de credințele fundamentale islamice care îi stau la bază (caracterul strict monoteist și credința în misiunea profetică a lui Muḥammad), Aḥmadiyya se evidențiază prin axarea pe unele elemente de eshatologie islamică (cum ar fi împlinirea unor profețìi, de către Ġulām Aḥmad), context în care, de altfel, mișcarea se distanțează substanțial de islamul ortodox .

## Istoricul mișcării

### Mirzā Ġulām Aḥmad
Născut pe 13 februarie 1835 d.C. în orășelul Qadian (actualmente în nordul statului Punjab din India), Mirzā Ġulām Aḥmad se trăgea dintr-o respectabilă familie de moguli. De la vârstă fragedă, a primit educație religioasă islamică elementară și filologică, fiind instruit în filozofie, logică, Urdu, persană și arabă. . Cea mai mare parte a timpului obișnuia să și-o petreacă în singurătate (chiar și după cea dintâi căsătorie a sa, din 1852), studiind Coranul, meditând, fiind cufundat în rugăciuni. Dar era de asemenea cunoscut și pentru dezbaterile la care lua parte cu misionari creștini.  Ġulām Aḥmad a prezentat, toată viața sa, o predilecție pentru o viață austeră; spre exemplu, majoritatea anului 1875 l-a petrecut postind aspru, ajungând chiar la a se limita la două-trei îmbucături pe zi.  A refuzat moștenirile de la tatăl și fratele său, care i-ar fi permis o viață îndestulată. Adepții Aḥmadiyya susțin că din 1869 începe să primească revelații divine . În cadrul unor viziuni ascetice și a unor vise, se întâlni cu profeții de demult și cu alți sfinți musulmani. La finele unui episod ascetic de 40 de zile, în 1886, primește o revelație că i se va naște un fiu care va răspândi credința până în cele mai îndepărtate colțuri ale lumii (este vorba de al doilea calif – concept diferit față de accepțiunea obișnuită a cuvântului – al comunității Aḥmadiyya) 
Autor al multor cărți și articole, Ġulām Aḥmad a publicat cartea socotită de credincioși drept magnum opus, în cinci tomuri, Dovezi în favoarea Aḥmadiyya, între 1880 și 1905 
În 1885 răspândește 20.000 de còpii ale unui manifest unde se proclamă mujaddid, id est reformatorul epocii (odată la fiecare secol, conform tradției islamice ) și unde invită pe cei care i se opuneau (musulmani și alte religii) să devină martorii dovezilor acordate în apărarea credinței islamice. 
Pe 23 martie 1889 orașul Ludhiana (din Punjab) devine locul fondării propriu-zise a comunității, prin jurământul depus de primii 40 adepți. 
Ca urmare a unei revelații din 1890 în privința morții profetului ‘Īsā ’ibn Maryam, Ġulām Aḥmad anunță că a doua venire a lui Mesia s-a împlinit, prin propria lui persoană, fiindu-i încredițat rolul de a răspândi islamul întregii lumi. Dezbaterile sale cu musulmani și creștini deopotrivă i-au atras de partea sa mulți noi convertiți. 
Anul 1891 aduce cu sine revelația că Ġulām Aḥmad reprezintă și personajul profețit de diverse ’aḥādīṯ (tradiții ale Profetului Muḥammad), numit Mahdi. Tot atunci are loc prima Jalsa Salana (întrunire anuală).  Iar în 1898 se înființează prima școală Aḥmadiyya, Taleem al-Islam, la Qadian, fiind mutată în 1947 în orașul Rabwah (în ziua de azi aflat în Punjab, în Pakistan). 

### Califatul
Mirzā Ġulām Aḥmad moare pe 26 mai 1908, iar unul dintre adepții săi cei mai apropiați, Ḥakīm Nūr-ud-Dīn, este ales drept primul calif Aḥmadiyya . 
Printre realizările sale cele mai importante se numără efectuarea primei activități de misionariat în Anglia (1914), înființarea unor ziare și reviste afiliate mișcării, precum și ordonarea traducerii Coranului în engleză, sarcină realizată de Mawlānā Muḥammad ‘Ali, care, devenit disident, pune la îndoială legitimitatea celui dintâi calif și a doctrinei profeției lui Ġulām Aḥmad ; astfel, ruptura cu ramura centrală se soldează cu nașterea minorității cunoscute ca Mișcarea Aḥmadiyya Din Lahore Pentru Răspândirea Islamului .
Ales în 1914 ca cel de-al doilea calif, fiul lui Ġulām Aḥmad, Mirzā Baŝīr-ud-Dīn Maḥmūd Aḥmad, este responsabil în mare parte de cristalizarea structurii organizării, de pildă Consiliul Consultativ și Departamentul de justiție . În timpul celui de-al doilea califat se intensifică activitățile de misionariat, din Guyana până în Mauritius , realizându-se și mai multe traduceri ale Coranului (engleză, daneză, rusă etc.); califul însuși redactează un comentariu vast, în Urdu, al Coranului . Prima moschee construită în Anglia, Moscheea Faḍl, e finalizată în 1925 . Răspândirea fără precedent a noii credințe în această perioadă este interpretată în contextul profeției tatălui său . Baŝīr-ud-Dīn Maḥmūd Aḥmad este cel care organizează o emigrare masivă în Pakistan, după obținerea independenței față de Coroana britanică (1947).
La moartea califului (1965), Mirzā Nāṣir Aḥmad îi devine succesor. Se intensifică misionariatul, cu precădere către Africa, dar și persecuția în Pakistan din partea musulmanilor ortodocși, al căror guvern declară Ahmadiyya, în 1974, o sectă non-musulmană . Un program este consacrat înființării unor clinici și școli, mai ales in Africa vestică .
Mirzā Ṭāhir Aḥmad, cel de-al patrulea calif, ales în 1982, este primul care mută sediul comunității din Pakistan la Londra, ca urmare a Ordonanței XX, promulgată de guvernul pakistanez, care limitează sever libertățile religioase ale membrilor Ahmadiyya, printre altele interzicându-le să se numească musulmani sau să folosească salutul tradițional islamic .
În 2003, Mirzā Masrūr Aḥmad devine al cincilea calif. Este o personalitate de seamă din lumea islamică actuală cu rol semnificativ în promovarea păcii mondiale, aceasta în ciuda unor atrocități pe care comunitatea le-a avut de îndurat, cum ar fi atentatul din Lahore, din 2010, cânde au murit 86 de credincioși.

## Credințe

### Credințe împărtășite cu islamul ortodox
Ahmadiyya nu diferă în ceea ce privește temelile ei religioase, și anume cei cinci stâlpi ai credinței și ’Arkānu-l-’Īmān (tawḥīd -unicitatea lui Dumnezeu, credința în îngeri, în scripturi sfinte, în profeți, în Ziua de Apoi și în qadar, soartă sau predestinare, în accepție islamică, a nu se confunda cu fatalismul ). Coranul are același statut ca și în islamul majoritar, ca de cuvânt al lui Dumnezeu . Deși tradițiilor profetice (ḥadīṯ) li se acordă respect, musulmanii din afara comunității Ahmadiyya sunt acuzați că dau prea mare crezare unor tradiții incerte, chiar în detrimentul autorității coranice . 

### Credințe diferite
Mirzā Ġulām Aḥmad reprezintă, pentru Ahmadiyya, Mesia și Mahdi, lucru profețit din tradițiile lui Muhammad.  Acest lucru contrazice concepția majoritară șiită , cât și pe cea sunită . 
O altă diferență majoră reprezintă acceptarea unor texte sacre și a unor tradiții religioase inadmisibile în islamul clasic, cum ar fi cea a lui Zoroastru .

Un alt precept care îi face pe cei din Ahmadiyya să fie luați drept eretici este interpretarea acordată conceptului de sigiliu al profeților. Profeți ca Moise și Muhammad aduc cu ei o nouă lege divină, dar nu și Isus și Mirzā Ġulām Aḥmad . Prin urmare, poate exista un alt profet după Muhammad, dar fără a aduce cu sine o nouă lege divină.

Un accent deosebit se pune pe credința în Ziua Judecății de Apoi; Ahmadiyya se consideră o mișcare ce purifică islamul modern de concepții străine celui timpuriu, cum ar fi noțiunea de rai ca loc al desfătărilor de natură senzulă . De asemenea, iadul, în aceeași măsură, nu putea fi osândă eternă, ceea ce ar fi reprezentat expresia tiraniei lui Dumnezeu, lucru de neconceput pentru noul Mesia.
Despre Isus se spune că a fost răstignit, dar că a supraviețuit, murind de moarte bună în Kashmir, în căutarea triburilor pierdute ale Israelului , fiind îmgropat la Srinagar . Prin inițierea reformei islamului de către cel de-al doilea Mesia, va fi posibilă înfrângerea, în viitor, a Anticrist-ului (Dajjal) 

Conceptul de jihad diferă în sensul că se pune accent pe propășirea pașnică a islamului, a cărui armă principală trebuie să o constituie condeiul, spre deosebire de interpretări de natură militară a jihadului .
Denumirea de Ahmadiyya are o importanță aparte datorită celui de-al doilea nume al Profetului, Ahmad, un superlativ al sensului regăsit în rădăcina ḥ-m-d ("a slăvi", în arabă), ce exprimă caracterul victorios al islamului din a doua sa epocă din istorie .